# مارك أستون
مارك أستون (بالإنجليزية: Mark Aston)‏ هو لاعب دوري الرغبي بريطاني، ولد في 27 سبتمبر 1967 في كاسلفورد ‏ في المملكة المتحدة.